# Gouache

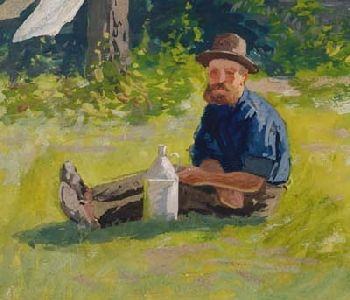
Friedrich Schwinge: Önarckép

A gouache (francia szó, kiejtése kb. „guás”) egy vízfestési technika neve a festészetben. Ennél a festésnél a vízfestékhez közömbös töltőanyagot: baritot, agyagföldet vagy kaolint adnak, így a festék átlátszatlanná válik. A gouache-t fedőfestésként alkalmazzák, mivel több réteg festhető egymásra a színek keveredése nélkül.
Maga a szó az olasz guazzo (vízfesték) szóból ered, és a 18. században a franciák kezdték használni, bár maga a technika már a 16. századi Európában is használatos volt.
A festék megszáradva kicsit más színű, mint nedvesen, ezért nehezebb kikeverni a színeket. Ha túl gyorsan festik fel a színeket, a festék repedezésre is hajlamos. Ezt úgy lehet kiküszöbölni, hogy sűrítik valamivel.
Ettől különböző vízfestési technika az akvarell.